# Липскеров, Дмитрий Михайлович
Дми́трий Миха́йлович Ли́пскеров (род. 19 февраля 1964, Москва) — российский писатель, драматург. Автор романов «Сорок лет Чанчжоэ», «Последний сон разума», «Родичи», повестей «Пальцы для Керолайн», «Ожидание Соломеи». Соучредитель литературной премии для начинающих авторов «Дебют».

## Биография
Дмитрий Липскеров родился 19 февраля 1964 года в Москве в семье кинодраматурга и сценариста мультфильмов Михаила Фёдоровича Липскерова и Инны Липскеровой, музыкального редактора Государственного дома радиозаписи. С 1981 по 1985 год проходил обучение в Высшем театральном училище имени Щукина. В 1984 году снялся в фильме Георгия Щукина «Особое подразделение».
Свою писательскую деятельность начинал как драматург. В театре-студии под управлением Олега Табакова в 1989 году впервые была поставлена пьеса Липскерова «Река на асфальте», поставленная более чем в полутора тысячах театров и театров-студий. Лауреат премии Московского Комсомола. Написанная в 1988 году пьеса «Школа с театральным уклоном» была поставлена в «Ленкоме» в 1990 году под названием «Школа для эмигрантов» с Олегом Янковским, Александром Збруевым, Александром Абдуловым и Николаем Караченцовым.
В 1991 году уехал в США, где жил до 1993 года.
К драматургии Липскеров больше не обращался. В 1996 году в журнале «Новый мир» напечатан первый роман Липскерова «Сорок лет Чанчжоэ», чуть позже изданный отдельной книгой в издательстве «Вагриус». Роман был включён в короткий список премии «Русский Букер». В 1997—1998 годах был автором телеигры «Золотая лихорадка», выходившей на ОРТ.
В 1998 году Липскеров в соавторстве с депутатом Государственной Думы Андреем Скочем разработал и претворил в жизнь идею об учреждении литературной премии «Дебют». В первый год он возглавлял жюри премии, являлся Председателем Попечительского совета премии.
В 2000—2001 годах в издательстве «Вагриус» вышел трёхтомник сочинений Липскерова, в 2002 году — пятитомное собрание сочинений в издательстве «Эксмо-Пресс», в 2004 году в издательстве «Олма-пресс» вышел трёхтомник, а в 2007 году издательство «АСТ» издало восьмитомное собрание сочинений, затем в АСТ вышел пятитомник. Автор одиннадцати романов, десятков повестей и рассказов, а также более двадцати пьес.
С 2006 по 2010 год — член Общественной Палаты РФ, Заместитель Председателя комиссии по Культуре.
В 2008 году основал литературную премию «Неформат».

## Личная жизнь
- В браке с Екатериной Липскеровой.
- Трое детей: Константин, Софья и Александр.

## Награды
- Шорт лист Букеровской премии: роман «Сорок лет Чанчжоэ» 1996 год.
- Благодарность Президента Российской Федерации (25 мая 2009) — за вклад в развитие отечественной литературы и активную общественную деятельность[2]
- Литературная премия Imaginales 2019, Франция.